# Raymunida
Raymunida is een geslacht van kreeftachtigen uit de klasse van de Malacostraca (hogere kreeftachtigen).

## Soorten
- Raymunida bellior (Miyake & Baba, 1967)
- Raymunida cagnetei Macpherson & Machordom, 2000
- Raymunida confundens Macpherson & Machordom, 2001
- Raymunida dextralis Macpherson & Machordom, 2001
- Raymunida elegantissima (de Man, 1902)
- Raymunida erythrina Macpherson & Machordom, 2001
- Raymunida formosanus Lin, Chan & Chu, 2004
- Raymunida insulata Macpherson & Machordom, 2001
- Raymunida iranica Osawa & Safaie, 2014
- Raymunida limbata Macpherson, 2006
- Raymunida lineata Osawa, 2005
- Raymunida striata Osawa, 2012
- Raymunida vittata Macpherson, 2009